# El amor tiene cara de mujer (telenovela argentina)
El amor tiene cara de mujer foi uma telenovela argentina transmitida pelo Canal 13 entre 1964 e 1972. Escrita por Nené Cascallar, produzida por Jacinto Peréz Heredia e dirigida Edgardo Borda e Osías Wilenski.
A telenovela foi um dos maiores sucessora televisivos da história da TV na Argentina e na América Latina em si, durando oito anos até 1972 e totalizando mais de 800 capítulos. Foi regravada em vários países entre 1966 e 2008. 
Inclusive houve uma adaptação no Brasil produzida pela extinta Rede Tupi e dirigida por Cassiano Gabus Mendes, titulada O Amor Tem Cara de Mulher em 1966. Entretanto esta não obteve o mesmo sucesso da versão argentina.

## Trama
A história rodava em torno a um salão de beleza, onde trabalhavam quatro mulheres de classes, idades e personalidades distintas; Marcela – jovem e sonhadora; Laura - mãe solteira e trabalhadora;  Matilde – rebelde e sedutora e Victoria. Entre elas se desenrolam história envolvendo drama, romance e comédia. 

## Elenco
- Bárbara Mujica – Marcela
- Iris Laínez – Laura
- Angélica López Gamio – Matilde
- Delfy de Ortega – Vanesa
- Evangelina Salazar – Betina

## Versões
- Brasil: O Amor Tem Cara de Mulher (1966) - Seriado exibido pela Rede Tupi e dirigida por Cassiano Gabus Mendes. Protagonizada por; Vida Alves, Cleide Yáconis, Eva Wilma e Aracy Balabanian.
- México: El amor tiene cara de mujer (1971 - 1973) - Telenovela exibida pelo El Canal de las Estrellas e produzido pela Televisa. Protagonizado por Irán Eory, Silvia Derbez, Irma Lozano e Lucy Gallardo.
- México: El amor tiene cara de mujer (1973) - Filme produzido pela Televisa e derivado da série de 1971.
- Argentina: El amor tiene cara de mujer (1976) - Telenovela exibida pelo Canal 13 e remake da versão de 1964. Protagonizada por Cristina Tejador, Beatriz Día Quironga, Dora Prince e Christian Bach.
- México: Principessa (1984 - 1986) - Telenovela exibida pelo El canal de las Estrellas e produzida pela Televisa. Protagonizada por Irán Eory, Angelica Aragón, Cecilia Camacho e Anabel Ferreira.
- Argentina: El amor tiene cara de mujer (1994) - Telenovela mexico-argentina co-produzida pelo Canal 13 e Televisa. Protagonizada por Laura Flores, Thelma Biral, Marita Ballesteros e Laura Navoa.
- México: Palabra de Mujer (2008) - Telenovela mexicana exibida pelo Canal de las Estrellas e produzida Televisa. Protagonizada por Ludwika Paleta, Edith González, Yashiro Carillo, Lidia Ávila e Juan Soler.